# 세계 배드민턴 선수권 대회
BWF 세계 선수권 대회는 배드민턴 세계 연맹(BWF)이 주관하는 가장 권위있는 국제 배드민턴 대회이다. 세계 배드민턴 선수권 대회라고도 불리며, 과거의 공식 대회명은 IBF 세계 선수권 대회였다. 올림픽과 함께 가장 많은 랭킹 포인트가 주어진다. The winners will be crowned as the "World Champions" and awarded gold medals. 대회는 1977년 처음 개최된 이래 1983년까지 3년마다 한 번씩 개최되었다. 그러나 1985년부터는 2년에 한 번씩 열리는 것으로 바뀌어 2005년까지 지속되었다. 그리고 2006년부터는 다시 해마다 대회를 개최되는 것으로 바뀌었다. 단, 하계 올림픽과의 중복을 피하기 위해 하계 올림픽이 개최되는 해에는 대회가 열리지 않는다.

## 역대 개최지

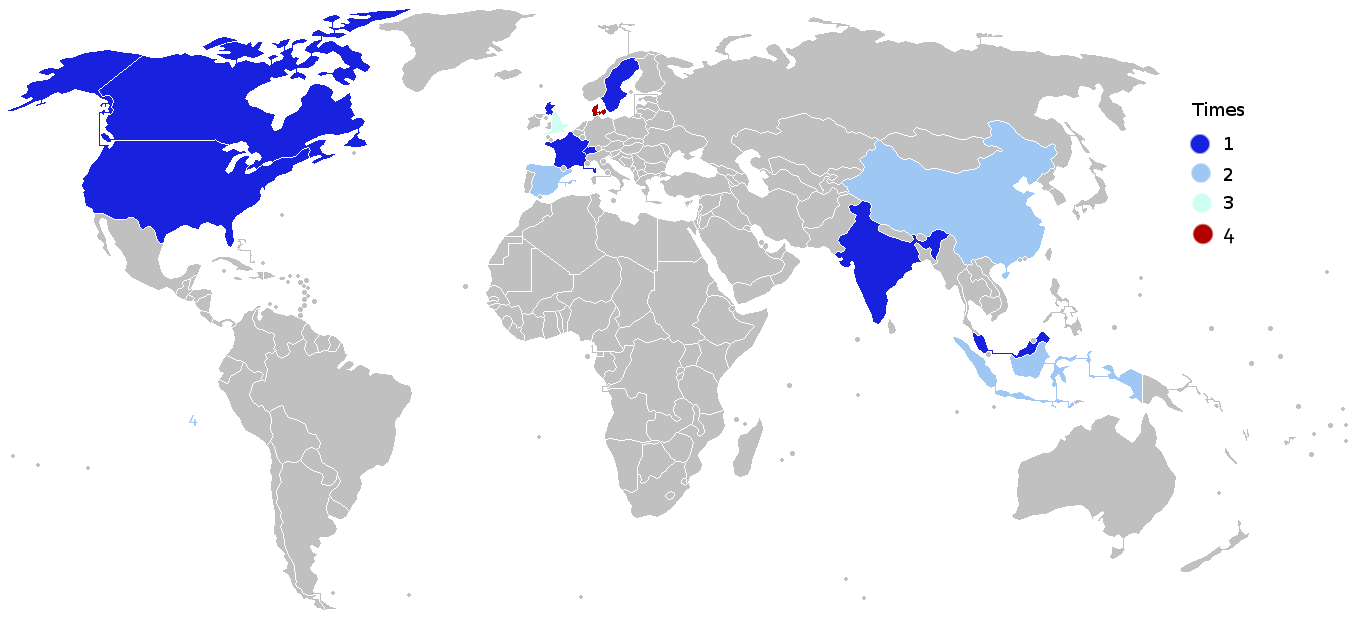
역대 대회 개최국을 표시한 지도. 2011년 대회 개최 예정국인 잉글랜드도 포함되어 있다.

아래의 표는 세계 선수권 대회 역대 개최지와 종목별 우승자를 정리한 것이다. 괄호 안의 숫자는 해당 도시 및 국가에서 대회가 개최된 횟수를 나타낸다. 1989년부터 2001년까지 선수권 대회는 수디르만 컵 대회 종료 직후에 같은 장소에서 개최되었다.
| 연도 | 횟수 | 개최지       | 남자 단식         | 여자 단식         | 남자 복식                           | 여자 복식                   | 혼합 복식                         |
| 1977 | 1    | 말뫼         | 플레밍 델프       | 레네 쾨펜         | 춘춘 요한 와주디                    | 도가노 에쓰코 우에노 에미코 | 스텐 스코브가르드 레네 쾨펜       |
| 1980 | 2    | 자카르타     | 루디 하르토노     | 베라와티 위하르조 | 아데 찬드라 크리스티안 하디나타     | 노라 페리 제인 웹스터       | 크리스티안 하디나타 이멜다 위구나 |
| 1983 | 3    | 코펜하겐     | 이추크 수기아르토 | 리링웨이          | 스텐 플라드베르그 예스페르 헬레디에 | 린잉 우디스                 | 토머스 키흘스트룀 노라 페리       |
| 1985 | 4    | 캘거리       | 한젠              | 한아이핑          | 김문수 박주봉                       | 한아이핑 리링웨이           | 박주봉 유상희                     |
| 1987 | 5    | 베이징       | 양양              | 한아이핑          | 리융보 톈빙이                       | 구안웨이쳉 린잉             | 왕펑런 스팡징                     |
| 1989 | 6    | 자카르타 (2) | 양양              | 리링웨이          | 리융보 톈빙이                       | 구안웨이쳉 린잉             | 박주봉 정명희                     |
| 1991 | 7    | 코펜하겐 (2) | 장젠화            | 탕주훙            | 김문수 박주봉                       | 구안웨이쳉 눙췬화           | 박주봉 정명희                     |
| 1993 | 8    | 버밍엄       | 조코 수피안토     | 수시 수산티       | 루디 구나완 리키 수바그자           | 눙췬화 저우레이             | 토마스 룬드 카트린 벵손           |
| 1995 | 9    | 로잔         | 헤르얀토 아르비   | 예자오잉          | 렉시 마이나키 리키 수바그자         | 길영아 장혜옥               | 토마스 룬드 마를레네 톰센         |
| 1997 | 10   | 글래스고     | 페테르 라스무센   | 예자오잉          | 시기트 부디아르토 찬드라 위자바     | 거페이 구쥔                 | 류융 거페이                       |
| 1999 | 11   | 코펜하겐 (3) | 쑨쥔              | 카밀라 마르틴     | 하태권 김동문                       | 거페이 구쥔                 | 김동문 라경민                     |
| 2001 | 12   | 세비야       | 헨드라완          | 궁루이나          | 토니 구나완 할림 하르얀토           | 가오링 황쑤이               | 장쥔 가오링                       |
| 2003 | 13   | 버밍엄 (2)   | 샤쉬안쩌          | 장닝              | 라르스 파스케 요나스 라스무센       | 가오링 황쑤이               | 김동문 라경민                     |
| 2005 | 14   | 애너하임     | 타우피크 히다얏   | 셰싱팡            | 하워드 바흐 미국 토니 구나완        | 양웨이 장제원               | 노바 위디안토 릴리아나 낫시르     |
| 2006 | 15   | 마드리드     | 린단              | 셰싱팡            | 차이윈 푸하이펑                     | 가오링 황쑤이               | 네이선 로버트슨 게일 엠스         |
| 2007 | 16   | 쿠알라룸푸르 | 린단              | 주린              | 마르키스 키도 헨드라 세티아완       | 양웨이 장제원               | 노바 위디안토 릴리아나 낫시르     |
| 2009 | 17   | 하이데라바드 | 린단              | 루란              | 차이윈 푸하이펑                     | 장야원 자오팅팅             | 토마스 레이본 카밀라 리테르 율    |
| 2010 | 18   | 파리         | 첸진              | 왕린              | 차이윈 푸하이펑                     | 두징 위양                   | 정보 마진                         |
| 2011 | 19   | 런던         | 린단              | 왕이한            | 차이윈 푸하이펑                     | 왕샤오리 위양               | 장난 자오윈레이                   |
| 2013 | 20   | 광저우       | 린단              | 랏차녹 인타논     | 헨드라 세티아완 무함마드 아흐산     | 왕샤오리 위양               | 탄토위 아흐마드 릴리아나 낫시르   |
| 2014 | 21   | 코펜하겐 (4) |                   |                   |                                     |                             |                                   |
| 2015 | 22   | 자카르타     |                   |                   |                                     |                             |                                   |

## 역대 입상자
현재까지 월드 챔피언십에서 동메달 이상을 획득한 선수를 배출한 국가는 17개국이다. 아시아에 9개국이 있으며, 유럽에 5개국, 그리고 북미·남미·오세아니아 지역에 각각 1개국씩이 있다. 아프리카 지역에서는 아직 메달권 입상자가 나오지 않았다.

## 다관왕 선수 및 나라별 메달 통계

### 다관왕 선수
한 연도에 두 개 종목 이상에서 금메달을 획득한 선수들은 다음과 같다.

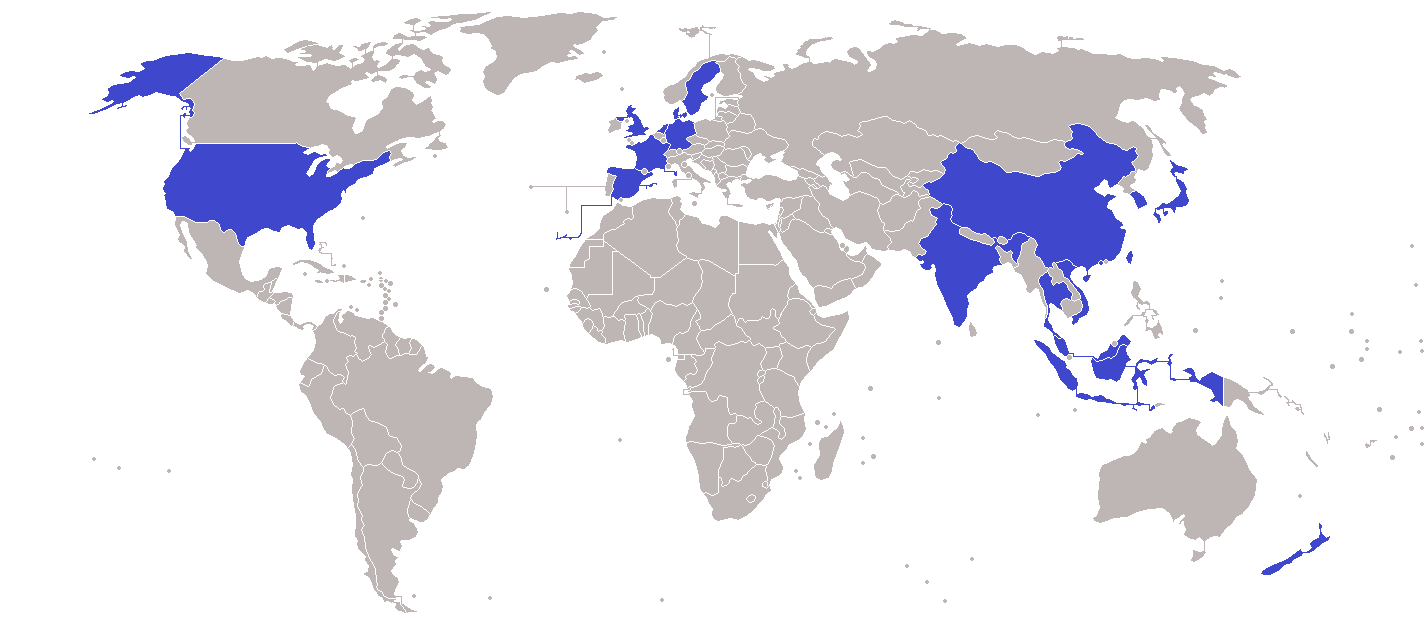
동메달 이상을 획득한 선수들의 출신 국가를 표시한 지도.

1. 레네 쾨펜, 1977년 여자 단식 및 혼합 복식
2. 크리스천 하디나타, 1980년 남자 복식 및 혼합 복식
3. 박주봉, 1985년 남자 복식 및 혼합 복식, 1991년 남자 복식 및 혼합 복식
4. 한아이핑, 1985년 여자 단식 및 복식
5. 거페이, 1997년 여자 복식 및 혼합 복식
6. 김동문, 1999년 남자 복식 및 혼합 복식
7. 가오링, 2001년 여자 복식 및 혼합 복식

1977년부터 2001년까지 메달권 입상자는 대한민국, 덴마크, 말레이시아, 인도네시아, 중국의 5개국에서만 배출되었다. 그러나 2003년에는 7개국 선수들이 메달권에 진입하였으며, 2005년에는 10개국으로 늘어났다.
토니 구나완은 두 개의 남자 복식 금메달을 각기 다른 국적으로 획득한 특이한 경우이다. 그는 2001년 할림 하리안토와 조를 이루어 인도네시아 국적으로 출전하여 남자 복식 금메달을 획득했으며, 이어 2005년에는 하워드 바크와 함께 미국 국적으로 출전하여 남자 복식 금메달을 획득했다. 이것은 미국 국적 선수로는 최초의 금메달 획득이었다.
2005년에는 1997년부터 대한민국과 중국이 주도해오던 혼합 복식 종목에 새로운 강팀이 나타났다. 디펜딩 챔피언 팀인 김동문, 라경민 조가 은퇴하면서, 인도네시아의 노바 위디안토, 릴랴나 낫시르 조가 금메달을 획득했던 것이다. 이것은 1980년 크리스찬 하디나타, 이멜다 위주노 이후 인도네시아의 첫 금메달이었다.
아래는 역대 대회에서 금메달을 3회 이상 획득한 선수들의 목록이다.
| 순위 | 선수            | 남단 | 여단 | 남복 | 여복 | 혼복 | 합계 |
| 1    | 린단            | 5    |      |      |      |      | 5    |
| 1    | 박주봉          |      |      | 2    |      | 3    | 5    |
| 2    | 가오링          |      |      |      | 3    | 1    | 4    |
| 2    | 차이윈          |      |      | 4    |      |      | 4    |
| 2    | 푸하이펑        |      |      | 4    |      |      | 4    |
| 3    | 릴리아나 낫시르 |      |      |      |      | 3    | 3    |
| 3    | 위양            |      |      |      | 3    |      | 3    |
| 3    | 거페이          |      |      |      | 2    | 1    | 3    |
| 3    | 관웨이전        |      |      |      | 3    |      | 3    |
| 3    | 한아이핑        |      | 2    |      | 1    |      | 3    |
| 3    | 황수이          |      |      |      | 3    |      | 3    |
| 3    | 김동문          |      |      | 1    |      | 2    | 3    |
| 3    | 리링웨이        |      | 2    |      | 1    |      | 3    |
| 3    | 린잉            |      |      |      | 3    |      | 3    |

### 나라별 메달 통계
중국은 1977년 월드 챔피언십이 시작된 이래 가장 많은 메달을 획득한 나라로, 메달 숫자에서 독보적인 우위를 점하고 있다. 특히 1987년 베이징 대회에서는 역대 대회에서 전무후무한 전 종목 석권 기록을 세우기도 했다. 중국 다음으로 인도네시아와 덴마크, 대한민국이 그 뒤를 쫓고 있다.
아래는 금메달리스트들 종목 및 국가별로 정리한 것이다. 굵은 글씨는 그 해 종합 우승 국가를 나타낸다.
| 국가       | 77 | 80 | 83 | 85 | 87 | 89 | 91 | 93 | 95 | 97 | 99 | 01 | 03 | 05 | 06 | 07 | 09 | 10 | 11 | 13 | 총계 |
| ---------- | -- | -- | -- | -- | -- | -- | -- | -- | -- | -- | -- | -- | -- | -- | -- | -- | -- | -- | -- | -- | ---- |
| 중국       |    |    | 2  | 3  | 5  | 4  | 3  | 1  | 1  | 3  | 21 | 3  | 3  | 2  | 4  | 3  | 4  | 5  | 5  | 23 | 55   |
| 인도네시아 | 1  | 4  | 1  |    |    |    |    | 3  | 2  | 1  |    | 2  |    | 2  |    | 2  |    |    |    | 2  | 20   |
| 덴마크     | 3  |    | 1  |    |    |    |    | 1  | 1  | 1  | 1  |    | 1  |    |    |    | 1  |    |    |    | 10   |
| 대한민국   |    |    |    | 2  |    | 1  | 2  |    | 1  |    | 21 |    | 1  |    |    |    |    |    |    |    | 9    |
| 잉글랜드   |    | 1  | 1  |    |    |    |    |    |    |    |    |    |    |    | 1  |    |    |    |    |    | 3    |
| 스웨덴     |    |    | 1  |    |    |    |    | 1  |    |    |    |    |    |    |    |    |    |    |    |    | 2    |
| 일본       | 1  |    |    |    |    |    |    |    |    |    |    |    |    |    |    |    |    |    |    |    | 1    |
| 미국       |    |    |    |    |    |    |    |    |    |    |    |    |    | 1  |    |    |    |    |    |    | 1    |
| 태국       |    |    |    |    |    |    |    |    |    |    |    |    |    |    |    |    |    |    |    | 1  | 1    |

1 대한민국과 중국은 두 개의 금메달을 획득하여 동률을 이루었다. 그러나 대한민국이 두 개의 은메달을 획득한데 비해 중국은 은메달 획득이 없었다. 이에 따라 대한민국이 종합 1위가 되었다.

2 중국이 4개의 은메달을 획득한데 비해 인도네시아는 1개 은메달에 그쳤다. 이에 따라 중국이 종합 1위가 되었다.
3 중국이 4개의 은메달을 획득한데 비해 인도네시아는 은메달 획득이 없었다. 이에 따라 종합 1위가 되었다.

#### 남자 단식
| 국가       | 77 | 80 | 83 | 85 | 87 | 89 | 91 | 93 | 95 | 97 | 99 | 01 | 03 | 05 | 06 | 07 | 09 | 10 | 총계 |
| ---------- | -- | -- | -- | -- | -- | -- | -- | -- | -- | -- | -- | -- | -- | -- | -- | -- | -- | -- | ---- |
| 중국       |    |    |    | X  | X  | X  | X  |    |    |    | X  |    | X  |    | X  | X  | X  | X  | 10   |
| 인도네시아 |    | X  | X  |    |    |    |    | X  | X  |    |    | X  |    | X  |    |    |    |    | 6    |
| 덴마크     | X  |    |    |    |    |    |    |    |    | X  |    |    |    |    |    |    |    |    | 2    |

#### 여자 단식
| 국가       | 77 | 80 | 83 | 85 | 87 | 89 | 91 | 93 | 95 | 97 | 99 | 01 | 03 | 05 | 06 | 07 | 09 | 10 | 총계 |
| ---------- | -- | -- | -- | -- | -- | -- | -- | -- | -- | -- | -- | -- | -- | -- | -- | -- | -- | -- | ---- |
| 중국       |    |    | X  | X  | X  | X  | X  |    | X  | X  |    | X  | X  | X  | X  | X  | X  | X  | 14   |
| 인도네시아 |    | X  |    |    |    |    |    | X  |    |    |    |    |    |    |    |    |    |    | 2    |
| 덴마크     | X  |    |    |    |    |    |    |    |    |    | X  |    |    |    |    |    |    |    | 2    |

#### 남자 복식
| 국가       | 77 | 80 | 83 | 85 | 87 | 89 | 91 | 93 | 95 | 97 | 99 | 01 | 03 | 05 | 06 | 07 | 09 | 10 | 총계 |
| ---------- | -- | -- | -- | -- | -- | -- | -- | -- | -- | -- | -- | -- | -- | -- | -- | -- | -- | -- | ---- |
| 인도네시아 | X  | X  |    |    |    |    |    | X  | X  | X  |    | X  |    |    |    | X  |    |    | 7    |
| 중국       |    |    |    |    | X  | X  |    |    |    |    |    |    |    |    | X  |    | X  | X  | 5    |
| 대한민국   |    |    |    | X  |    |    | X  |    |    |    | X  |    |    |    |    |    |    |    | 3    |
| 덴마크     |    |    | X  |    |    |    |    |    |    |    |    |    | X  |    |    |    |    |    | 2    |
| 미국       |    |    |    |    |    |    |    |    |    |    |    |    |    | X  |    |    |    |    | 1    |

#### 여자 복식
| 국가     | 77 | 80 | 83 | 85 | 87 | 89 | 91 | 93 | 95 | 97 | 99 | 01 | 03 | 05 | 06 | 07 | 09 | 10 | 총계 |
| -------- | -- | -- | -- | -- | -- | -- | -- | -- | -- | -- | -- | -- | -- | -- | -- | -- | -- | -- | ---- |
| 중국     |    |    | X  | X  | X  | X  | X  | X  |    | X  | X  | X  | X  | X  | X  | X  | X  | X  | 15   |
| 일본     | X  |    |    |    |    |    |    |    |    |    |    |    |    |    |    |    |    |    | 1    |
| 잉글랜드 |    | X  |    |    |    |    |    |    |    |    |    |    |    |    |    |    |    |    | 1    |
| 대한민국 |    |    |    |    |    |    |    |    | X  |    |    |    |    |    |    |    |    |    | 1    |

#### 혼합 복식
| 국가       | 77 | 80 | 83 | 85 | 87 | 89 | 91 | 93 | 95 | 97 | 99 | 01 | 03 | 05 | 06 | 07 | 09 | 10 | 총계 |
| ---------- | -- | -- | -- | -- | -- | -- | -- | -- | -- | -- | -- | -- | -- | -- | -- | -- | -- | -- | ---- |
| 대한민국   |    |    |    | X  |    | X  | X  |    |    |    | X  |    | X  |    |    |    |    |    | 5    |
| 덴마크     | X  |    |    |    |    |    |    | X  | X  |    |    |    |    |    |    |    | X  |    | 4    |
| 중국       |    |    |    |    | X  |    |    |    |    | X  |    | X  |    |    |    |    |    | X  | 4    |
| 인도네시아 |    | X  |    |    |    |    |    |    |    |    |    |    |    | X  |    | X  |    |    | 3    |
| 스웨덴     |    |    | X  |    |    |    |    | X  |    |    |    |    |    |    |    |    |    |    | 2    |
| 잉글랜드   |    |    | X  |    |    |    |    |    |    |    |    |    |    |    | X  |    |    |    | 2    |